# Södra Långtjärnen (Bjuråkers socken, Hälsingland)
Södra Långtjärnen är en sjö i Hudiksvalls kommun i Hälsingland och ingår i Delångersåns huvudavrinningsområde.